# Twin Lakes (hrabstwo Lake)
Twin Lakes – jednostka osadnicza w Stanach Zjednoczonych, w stanie Kolorado, w hrabstwie Lake.